# North Gregory (Dakota del Sur)
North Gregory es un territorio no organizado ubicado en el condado de Gregory en el estado estadounidense de Dakota del Sur. En el Censo de 2010 tenía una población de 470 habitantes y una densidad poblacional de 0,86 personas por km².

## Geografía
North Gregory se encuentra ubicado en las coordenadas 43°19′18″N 99°17′10″O / 43.32167, -99.28611. Según la Oficina del Censo de los Estados Unidos, North Gregory tiene una superficie total de 547.12 km², de la cual 523.63 km² corresponden a tierra firme y (4.29%) 23.49 km² es agua.

## Demografía
Según el censo de 2010, había 470 personas residiendo en North Gregory. La densidad de población era de 0,86 hab./km². De los 470 habitantes, North Gregory estaba compuesto por el 95.96% blancos, el 0.43% eran afroamericanos, el 0.21% eran amerindios, el 0.43% eran asiáticos, el 0% eran isleños del Pacífico, el 0.21% eran de otras razas y el 2.77% pertenecían a dos o más razas. Del total de la población el 0.21% eran hispanos o latinos de cualquier raza.